# Dictyna albovittata
Dictyna albovittata är en spindelart som beskrevs av Eugen von Keyserling 1881. Dictyna albovittata ingår i släktet Dictyna och familjen kardarspindlar.
Artens utbredningsområde är Peru. Inga underarter finns listade i Catalogue of Life.